# Moisés Dueñas
Moisés Dueñas Nevado (Béjar, Salamanca, 10 de mayo de 1981) es un ciclista español que debutó como profesional en 2004 con el equipo Relax-Fuenlabrada.

## Trayectoria
Durante el Tour de Francia de 2008, compitiendo para el equipo Barloworld, dio positivo por consumo de EPO cuando ocupaba una posición destacada en la clasificación general. Esta circunstancia provocó su expulsión de la competición.
Además, fue imputado por tenencia de sustancias dopantes y por importación de mercancías prohibidas tras haber confesado que se dopaba. No obstante días más tarde negaba, en declaraciones a diferentes medios de comunicación españoles, haber realizado ninguna confesión de haberse dopado y que era falso que hubiese comprado sustancias prohibidas.
Tras haber pasado su sanción por dopaje, se recalificó amateur militando en las filas del equipo Super Froiz, debutando en la Vuelta a Salamanca y siendo líder durante dos jornadas, además de una etapa, y acabando segundo en la general y como mejor castellano-leonés y mejor salmantino. Además de ganar una etapa en la carrera profesional del Cinturó de l'Empordá. Volvió al profesionalismo a mediados de 2012 con el equipo Burgos BH-Castilla y León debutando en la Clásica de Ordizia donde acabó noveno. No fue renovado al final de la temporada 2013 y para la siguiente temporada se recalificó amateur con el equipo Rias Baixas. Sin embargo fichó nuevamente por el conjunto Burgos-BH en julio de 2014.
El 19 de noviembre de 2015 anunció su retirada del ciclismo tras doce temporadas como profesional y con 34 años de edad.

## Palmarés
2006
- Tour del Porvenir, más 1 etapa

2007
- Regio-Tour, más 1 etapa

2010
- 1 etapa del Cinturó de l'Empordá

2012
- 1 etapa de la Vuelta a León

## Resultados en Grandes Vueltas
| Carrera | Carrera         | 2004 | 2005 | 2006 | 2007 | 2008 | ... | 2012 | 2013 | 2014 | 2015 |
| ------- | --------------- | ---- | ---- | ---- | ---- | ---- | --- | ---- | ---- | ---- | ---- |
|         | Giro de Italia  | —    | —    | —    | —    | —    | —   | —    | —    | —    | —    |
|         | Tour de Francia | —    | —    | 60.º | 39.º | Ab.  | —   | —    | —    | —    | —    |
|         | Vuelta a España | —    | 47.º | —    | —    | —    | —   | —    | —    | —    | —    |

—: no participa

Ab.: abandono

## Equipos
- Relax (2004-2005)
  - Relax-Bodysol (2004)
  - Relax-Fuenlabrada (2005)
- Agritubel (2006-2007)
- Barloworld (2008)
- Super Froiz (2010-31.07.2012) (amateur)
- Burgos BH-Castilla y León (2012[6] -2013)
- Rias Baixas (2014[7]) (amateur)
- Burgos-BH (2014[8] -28.05.2015)
- Louletano-Ray Just Energy (29.05.2015-31.12.2015)